# کیهوکو، اهیمه
کیهوکو، اهیمه (به لاتین: Kihoku, Ehime) یک منطقهٔ مسکونی در ژاپن است که در استان اهیمه واقع شده‌است. کیهوکو  ۱۱٬۶۴۱ نفر جمعیت دارد.